# 原田永之助
原田 永之助（はらだ えいのすけ、1892年2月25日 - 1946年12月20日）は、日本の眼科医。後にVogt-Koyanagi-Harada 病と統一した名前になる疾患を1926年に原著として発表した。

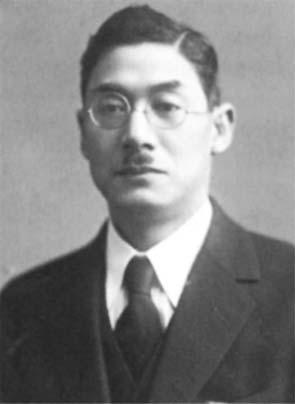
原田永之助

## 生涯
1892年2月25日、熊本県天草郡（現・天草市御領）に生まれた。父親は裁判所書記であった。その後球磨郡多良木で、さらにその後天草市本渡で育つ。学校教育は熊本（県立中学濟々黌、第五高等学校）を経て1913年東京帝国大学医学部に入学。学生時に陸軍省依託学生となる。1917年卒業。最初は陸軍軍医その後内科を選び駒込病院などに勤務。結婚相手の父親が長崎の眼科開業医原満里であったので、東京大学眼科に転向した（1922年1月）。恩師は石原忍と河本重次郎である。その年の12月には上記疾患を東京の学会で発表している。
原著として『非化膿性脈絡膜炎の臨床治験補遺（急性瀰漫性脈絡膜炎について）』(1926) 日本眼科学会雑誌 第30巻 356を発表したのは1926年である。学位論文は『諸種の薬剤による前房水の科学的成分の変化にかんする実験的研究』で、教室は薬理学教室である。
その後長崎の義父原満里の開業を手伝ったり、熊本陸軍教導学校で軍医として教育などを行ったり、北中国やフィリピンに軍医中尉として出征したりした。長崎市にて、開業医としても活躍したが、医院が原爆に被爆している。1946年12月20日、肺炎で没。
夫人は原田道子。結婚前に長崎大学精神科教授の斎藤茂吉の短歌の弟子となり、茂吉の送別会には茂吉の右横に写真が写っている。

## 原田病の命名に関して
原田の恩師で、色盲の研究で有名な石原忍は次の文章を遺している。
「原田永之助氏の原著は大正15年の発表であるが、いつとはなしに原田病と称するようになった。昭和4年まではうちの教室では使っていなかった。同年京都大学の高橋氏がその使用に異議を唱えたが、私は原田氏病という病名が使われておれば、あえて抹殺する必要はないと思う。」

## Vogt-Koyanagi-Harada 病および病名に関する最近の考え
2007年に Herbort CP and Mochizuki M は本症の歴史を再検討した。それによるとVogt以前にも、その症状の記録はあるということである。何人かの西欧の学者が記載したがその最初はVogtである。次に日本の学者が記載した。小柳も16例を記載したが（自験例は6例）その前に河本重次郎（東京大学教授）がドイツの雑誌に1911年に文献を書かれたので、この人の功績が大であると文献は述べている。原田永之助は1926年の雑誌で総合的な研究を発表した、(1)悪寒、脳膜刺激症状などの前駆症状 (2)両側のぶどう膜炎 (3)両側の網膜剥離 (4)体表面の変化 (5)脊髄液のリンパ球増加。結論としては最近の研究としても一つの重要な疾患である。